# Stilpnochlora quadrata
Stilpnochlora quadrata är en insektsart som först beskrevs av Scudder, S.H. 1869.  Stilpnochlora quadrata ingår i släktet Stilpnochlora och familjen vårtbitare. Inga underarter finns listade i Catalogue of Life.